# Damien Touzé
Damien Fabien Touzé (Iville, 7 luglio 1996) è un ciclista su strada francese che corre per il team Cofidis; è professionista dal 2019.

## Palmarès
- 2014 (Juniores)

Trophée Louison-Bobet
1ª tappa Tour de l'Abitibi (Malartic > Malartic)
- 2015 (C.C. Étupes)

5ª tappa Tour Nivernais Morvan (Saint-Léger-des-Vignes > Marzy)
- 2018 (St. Michel-Auber93, quattro vittorie)

2ª tappa Ronde de l'Oise (Andeville > Ribécourt-Dreslincourt)
2ª tappa Kreiz Breizh Elites (Calanhel > Plouray)
Classifica generale Kreiz Breizh Elites
3ª tappa Tour de l'Avenir (Le Lude > Château-du-Loir)

### Altri successi
- 2018 (St. Michel-Auber93)

Classifica a punti Kreiz Breizh Elites
Classifica giovani Kreiz Breizh Elites
Classifica a punti Tour de l'Avenir

## Piazzamenti

### Grandi Giri
- Giro d'Italia

2024: 69º
- Tour de France

2025: 94º
- Vuelta a España

2019: 108º
2021: 79º
2023: non partito (19ª tappa)

### Classiche monumento
- Milano-Sanremo

2025: 164°
- Giro delle Fiandre

2019: 106º
2020: 63º
2021: 52º
2022: 77º
2023: 91º
2024: 52°
2025: 60º
- Parigi-Roubaix

2019: 48º
2021: ritirato
2022: ritirato
2023: 107º
2024: 99º
2025: 41º

### Competizioni mondiali
- Campionati del mondo

Ponferrada 2014 - In linea Junior: ritirato
Bergen 2017 - In linea Under-23: 6º

### Competizioni europee
- Campionati europei su strada

Olomouc 2013 - In linea Junior: 4º
Nyon 2014 - In linea Junior: 10º
Herning 2017 - In linea Under-23: 13º
Zlín 2018 - In linea Under-23: 21º
Glasgow 2018 - In linea Elite: ritirato
- Giochi europei

Minsk 2019 - In linea Elite: 70º